# Eastbourne
Eastbourne ist ein Seebad am Ärmelkanal in der Grafschaft East Sussex in England, Vereinigtes Königreich. Mit einer Einwohnerzahl von rund 103.000 ist Eastbourne, laut einer Schätzung aus dem Jahr 2014, die zweitgrößte Stadt der Grafschaft. Sie ist zugleich ein Distrikt von East Sussex und gehört zur Region South East England.

## Geografie
Die Stadt liegt am Rand der South Downs, einer hügeligen Kreidelandschaft in den Grafschaften East Sussex, West Sussex und Hampshire im Süden Englands. Südwestlich der Stadt befindet sich die Landspitze Beachy Head, die mit 162 Meter hohen Kreidefelsen abschließt.
Geschützt durch Felsen und Hügel zählt Eastbourne zu den Orten Englands mit den meisten Sonnenstunden im Jahr. Die Stadt nennt sich selbst gern The Sunshine Coast.

## Geschichte

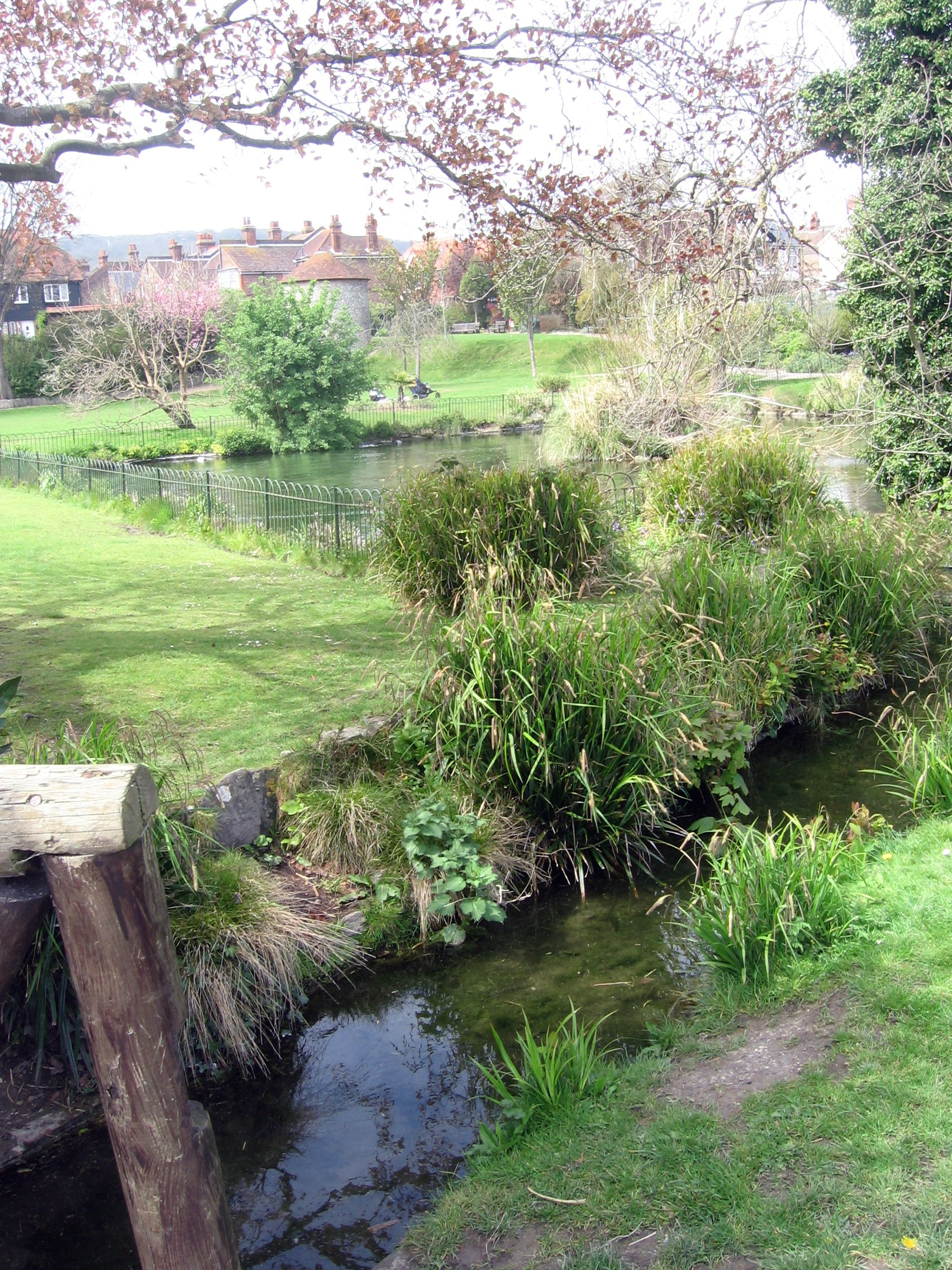
Der Bourne Stream bei den Motcombe Gardens

### Namensherkunft
Der Ortsname Eastbourne geht auf den Bach Bourne (< Borne < Burn; vgl. deutsch Born, Brunnen) zurück, der früher durch die Stadt floss. Ende des 13. Jahrhunderts wurde die Vorsilbe „East-“ hinzugefügt, vermutlich um zwischen dem Dorf Borne im Osten der Grafschaft und dem im Westen zu unterscheiden, das schließlich unter dem Namen Westbourne bekannt wurde. Der Bach ist heutzutage kaum mehr zu sehen, da er bis Anfang des 20. Jahrhunderts fast überall kanalisiert wurde. Nur nahe seiner Quelle nahe den Motcombe Gardens – und gelegentlich hinter den Häusern entlang der Straße, die The Goffs heißt – ist der Bourne auch heute noch sichtbar.

### Erste Besiedlung, Römer und Normannen
Das Umland ist seit der Steinzeit besiedelt, in der umliegenden Gegend hat man Feuerstein-Minen und Artefakte aus dieser Periode entdeckt. Im Jahr 1717 wurden zwischen dem heutigen Pier und der Redoute in dem damals „Sea Houses“ genannten Weiler ein römisches Bad und ein Teil eines römischen Bürgersteiges entdeckt. 1841 wurden vor dem heutigen Eingang zum Pier die Überreste einer römischen Villa entdeckt, die heute in der Nähe des 1880 eröffneten Queens Hotel vergraben sind.
Eine angelsächsische Besitzurkunde, die um das Jahr 963 verfasst wurde, beschreibt einen Landungssteg und einen Bach in Bourne. Nach der Normannischen Eroberung Englands war die soziale Einheit namens „the Eastbourne Hundred“ im Besitz des Robert von Mortain, dem Halbbruder von Wilhelm der Eroberer. Das Domesday Book führt 28 Äcker, eine Kirche, eine Wassermühle, Fischfanggebiete und Salzpfannen auf.

### Vom Spätmittelalter bis zum 16. Jahrhundert
Bartholomew de Badlesmere wurde in den Jahren 1315/1316 die Erlaubnis zur Gründung eines wöchentlichen Markts erteilt, der das lokale Gewerbe begünstigte und gleichzeitig den Status Bartholomews als Gutsherr vergrößerte. Im Mittelalter kam Heinrich I. (England) in die Stadt. Der nächste königliche Besuch fand 1324 durch Eduard II. statt.
Zeugen der mittelalterlichen Vergangenheit Eastbournes sind die im 14. Jahrhundert erbaute Saint Mary’s Church und das Herrenhaus Bourne Place, das sich noch immer im Besitz der Dukes of Devonshire befindet. Mitte des 16. Jahrhunderts war das Haus der Landsitz der Familie Burton. Diese erwarb damals viel Land, auf dem nachfolgend die heutige Stadt erbaut wurde. In der georgianische Periode wurde das Haus weitgehend umgestaltet und erhielt den Namen Compton Place. Das unter Denkmalschutz stehende Compton Place zählt zu den drei bedeutendsten Gebäuden Eastbournes.

### 19. Jahrhundert

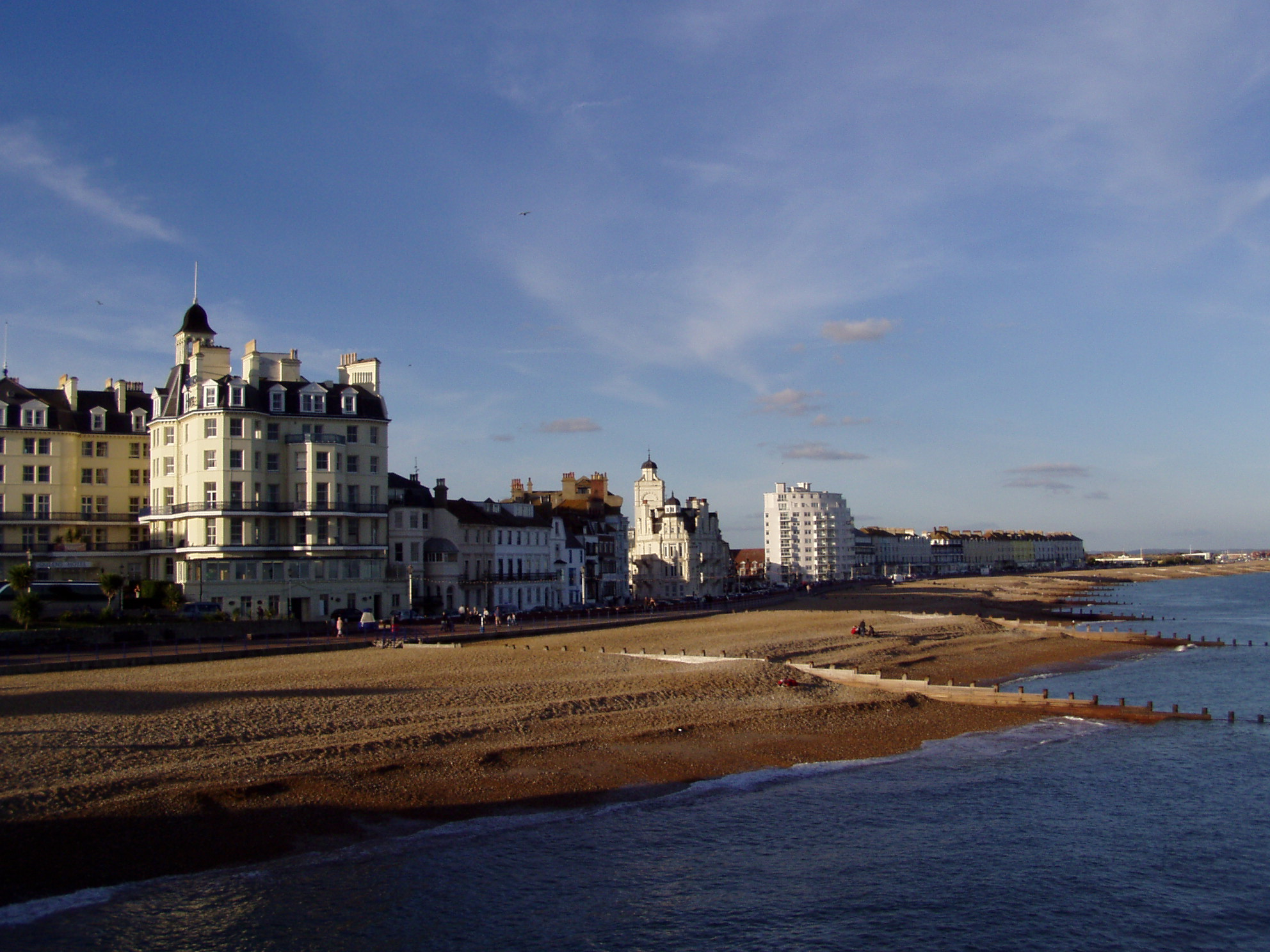
Östlicher Teil der Seafront von Eastbourne, vom Pier aus gesehen

Die Gegend bestand bis zum 19. Jahrhundert aus kleinen Siedlungen, von denen vier sich allmählich zu einer Stadt zusammenschlossen. Mit der Anbindung der Stadt an das Eisenbahnnetz im 19. Jahrhundert verwandelte sich Eastbourne zu einem erstklassigen Badeort. Im 19. Jahrhundert wurde Eastbourne von den beiden größten Landeigentümern (William Cavendish, 7. Duke of Devonshire, sowie John Davies Gilbert) systematisch zu einem Seebad für „Gentlemen“ ausgebaut. Friedrich Engels hielt sich so gerne in Eastbourne auf, dass seinem Wunsch entsprechend seine Urne fünf Seemeilen vor der Küste bei Beachy Head im Meer versenkt wurde.

### Zweiter Weltkrieg

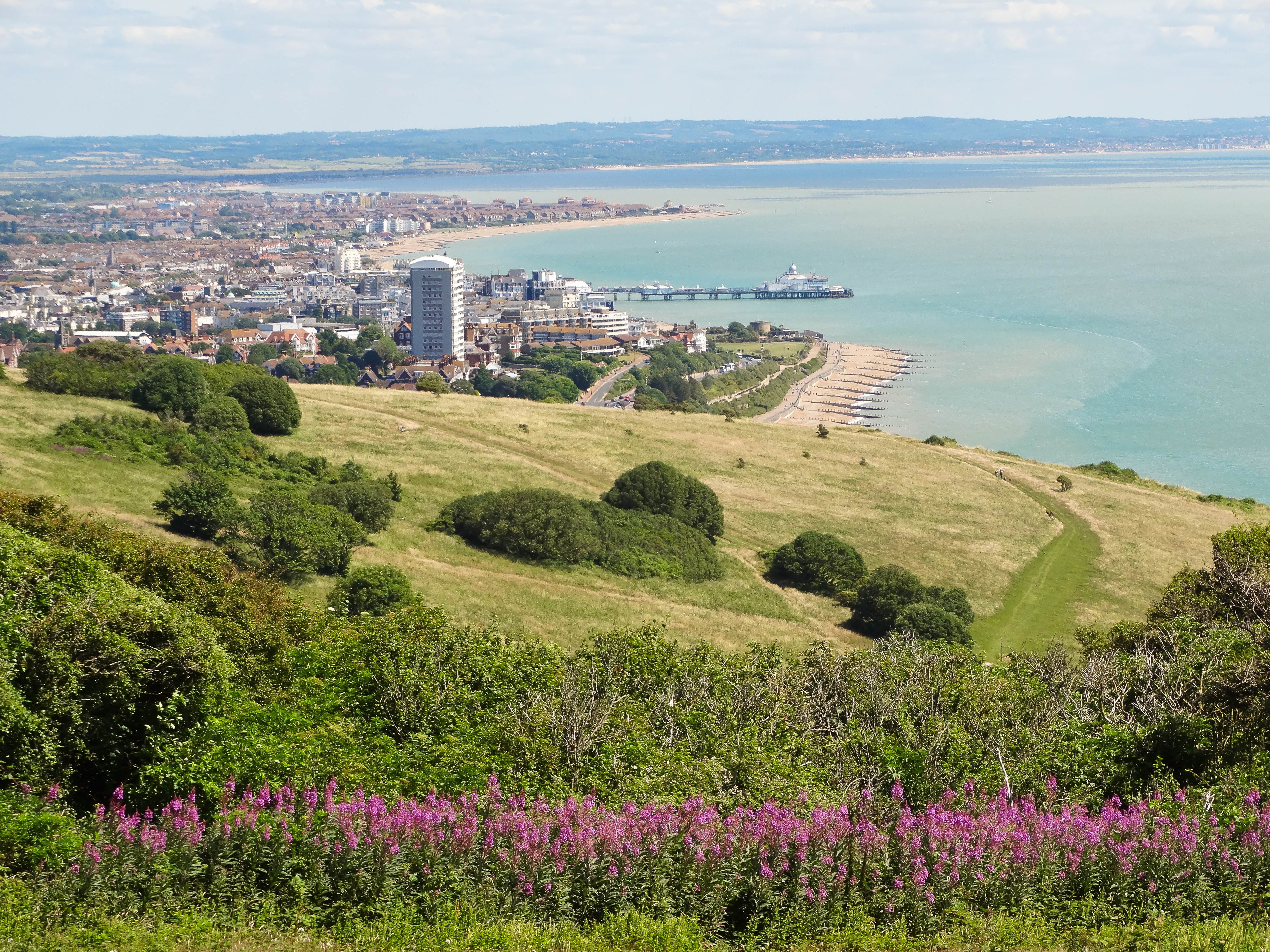
Blick von der südwestlich vorgelagerten Klippenküste „Beachy Head“

Der Zweite Weltkrieg brachte entscheidende Einschnitte für die Stadt. Nachdem zunächst Kinder aus bombengefährdeten Städten nach Eastbourne evakuiert worden waren, da man sie dort sicher wähnte, änderte sich dies im Juni 1940. In diesem Monat kapitulierte Frankreich und man nahm an, dass Eastbourne in der Zone liegen würde, die durch eine mögliche deutsche Invasion gefährdet sei. Daraufhin wurden die Kinder erneut evakuiert, zudem verließen viele Einwohner ihre Häuser und zogen ins Landesinnere. Ortsfremde unterlagen strengen Auflagen, sodass die meisten Hotels mangels Gästen schließen mussten. Viele leerstehende Gebäude wurden daraufhin von der Armee übernommen. Bei Beachy Head und Pevensey wurden Radaranlagen errichtet und tausende kanadische Soldaten wurden ab Juli 1941 in der Stadt einquartiert. Im Laufe des Krieges war Eastbourne oft Ziel von Bombenangriffen; dabei wurden viele Gebäude beschädigt oder zerstört. Nach Angaben des Innenministeriums wurde keine Stadt in Südost-England häufiger angegriffen. Insbesondere zwischen Mai 1942 und Juni 1943 kam es zu zahlreichen Jagdbomberangriffen von Nordfrankreich aus.

### Nachkriegszeit und Entwicklung bis heute
Im Sommer 1956 war die Stadt weltweit in den Schlagzeilen, als der Prominentenarzt John Bodkin Adams wegen Mordes an der älteren Witwe Edith Alice Morell verhaftet wurde.
Bereits seit 1935 wunderte man sich darüber, dass Adams ständig in Testamenten seiner reichen Patienten bedacht wurde und sehr teure Geschenke von ihnen bekam, einschließlich zweier Rolls-Royce-Fahrzeuge.
In der Presse kursierten Zahlen von bis zu 400 Morden, die Adams angelastet wurden. Er wurde schließlich des Mordes an 163 Personen angeklagt, wurde aber nach einem umstrittenen Prozess im März 1957 freigesprochen. Ab 1961 war er wieder als Arzt in Eastbourne tätig.
In der Nachkriegszeit konnte sich die Stadt wieder entwickeln und die Neubaugebiete Hampden Park, Willingdon Trees und Langney entstanden.
Die Bebauungspläne der Stadt stießen nicht immer auf Zustimmung, insbesondere als das Herrenhaus Pococks, das aus dem 15. Jahrhundert stammte, für ein Neubaugebiet abgerissen werden sollte. Auch die Baugenehmigung für den South Cliff Tower, ein 19-stöckiges Hochhaus am westlichen Strand, führte 1965 zu Protesten. 1981 wurde ein Teil der Innenstadt für den Bau des Einkaufszentrums „Arndale Center“ abgerissen.
Ab den 1990er Jahren wurde die Stadt im Osten erweitert. Das Gebiet, genannt Sovereign Harbour, ist als „Hafencity“ mit einer Marina im Dockhafen, Restaurants und Geschäften sowie zahlreichen Wohnhäusern und luxuriösen Wohnungen gestaltet. Auch bei der Entwicklung dieses Gebiets gab es Widerstand, weil in dieser Gegend seltene Pflanzen beheimatet waren. 
Durch diese massive Bautätigkeit hat sich Eastbourne mittlerweile zu einem Ballungsraum entwickelt, dessen Erschließung durch den geplanten Bau einer Umgehungsstraße gefördert werden soll.
Ende August 2017 zog eine große Gaswolke, deren Entstehungsursache noch unklar ist, vom Meer auf die Küstenstadt zu. Über 150 Menschen, die sich am Strand aufgehalten hatten und mit dem Gas in Kontakt gekommen sind, mussten im Krankenhaus der Stadt behandelt werden.

## Eastbourne heute

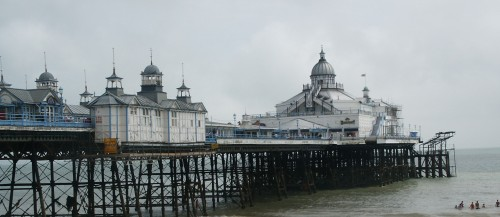
Der Pier von Eastbourne

Obwohl es Gewerbe- und Industriegebiete in Eastbourne gibt, ist die Stadt vorwiegend ein Badeort, der seine Einnahmen aus dem Tourismus bezieht. Eastbourne leidet jedoch unter der allgemeinen Tendenz der Briten, Urlaub im Ausland zu machen. Die Stadt hat vier Theater, zahlreiche Parkanlagen, einen Konzertpavillon („Bandstand“ an der Strandpromenade) und einige Museen. Das Zentrum der Tourismusbranche ist ein 8 km langer Kiesstrand mit drei terrassenförmig angelegten Promenaden. Die oben gelegene Uferpromenade wird von Hotels und Pensionen im viktorianischen Stil gesäumt. Geschäfte sind dort nicht zu finden, weil William Cavendish, 7. Duke of Devonshire, dem große Teile Eastbournes gehörten, den Umbau der Hotels verboten hatte. Zum historischen Aussehen der Stadt trägt auch der im Jahr 1870 eröffnete, 304 m lange und 20 m breite Pier bei, auf dem sich Unterhaltungs- und Vergnügungseinrichtungen (u. a. die Diskothek „Atlantis“ und eine „Blue Saloon“ genannte Spielhalle) befinden; der Blue Saloon brannte jedoch am 30. Juli 2014 vollständig ab und verhinderte danach den Zugang zum Pier. Ein im Stil ähnlicher Pier befindet sich auch im westlich gelegenen Seebad Brighton. Zu den weiteren Sehenswürdigkeiten in Eastbourne gehört der 1935 erbaute, am Strand gelegene Orchesterpavillon „Bandstand“.
Eastbourne wurde durch seine jährliche „Airbourne“-Flugschau auch international bekannt. Jährlich im Sommer kommen tausende Briten nach Eastbourne, um sich die am Wochenende stattfindende Airbourne anzusehen. Während der Show fliegen Bomber, Düsenjäger und Hubschrauber nur meterweit über der Wasseroberfläche an der Küste vorbei, wobei der Höhepunkt die Vorführung der Flugstaffel Red Arrows ist. Der Name „Airbourne“ ist ein Wortspiel aus dem Namen der Stadt und dem englischen Wort airborne („luftgetragen“). Im Jahr 2000 kam es bei der Veranstaltung zu einem tödlichen Unfall, als ein Kunstflieger ins Wasser stürzte. Nach diesem Ereignis wurde die Flugschau in Frage gestellt. Sie findet aber weiterhin statt.
Eastbourne wird von vielen als Ort für ältere Menschen angesehen, weil es früher als Alterswohnsitz sehr beliebt war. Dieser Ruf ist heute aber nicht mehr gerechtfertigt, da die Stadtentwicklung in jüngerer Zeit vermehrt darauf abzielte, junge Familien mit Kindern anzuziehen. Dazu gehörte beispielsweise die Sicherung einer ausreichenden Schulversorgung.
Die Stadt ist eine beliebte Kulisse für Film und Fernsehen: So kommt sie in der Fernsehserie Little Britain vor, zudem wurde der Film Tagebuch eines Skandals mit Cate Blanchett und Judi Dench teilweise in der Stadt gedreht, weiterhin auch Teile der Filmreihe Harry Potter.

Blick auf Eastbourne

## Verkehr
Vom Bahnhof Eastbourne gibt es eine direkte Eisenbahnverbindung nach London Victoria Station. Betreiber dieser Bahnlinie ist Southern. Zudem gibt es noch den Bahnhof Hampden Park auf dem Stadtgebiet, er befindet sich nördlich des Bahnhofs Eastbourne, vor der Verzweigung nach Brighton bzw. Hastings. Das hat die Besonderheit zur Folge, dass Züge mit dem Linienlauf Hastings – Eastbourne – Brighton / – London entweder einmal in Hampden Park halten und einmal ohne Halt durchfahren oder zweimal anhalten.
Für den überregionalen Straßenverkehr hat Eastbourne eine Verbindung an die A 22, diese ist ein Zubringer für die als „London Orbital“ (Londoner Ring) bekannte Autobahn M 25. Der Name der Anschlussstelle der A 22 an die M 25 ist „Caterham“.
Die Stadtbuslinien werden seit Ende 2008 durch die „Stagecoach Group“ betrieben. Auch zwei Buslinien nach Hastings über Bexhill werden von Stagecoach betrieben, Linie „the wave“ 99 werktags im 20-Minuten-Takt über Pevensey, sonn-/feiertags im Stundentakt. In Hastings besteht Anschluss an die Buslinie 100 weiter ostwärts nach Rye und Lydd.

An den Bushaltestellen hält der Fahrer nur, wenn wartende Fahrgäste ihm deutlich zeigen, dass sie mitfahren wollen und ihm ein Winkzeichen geben (request), oder, wie in Deutschland und Österreich, jemand im Bus selbst den Ausstiegswunsch per Tastendruck angekündigt hat. Die kleineren Haltestellen sind oft nur durch ein Schild mit der Aufschrift „Bus stop“, das an einem Laternenpfahl befestigt ist, kenntlich gemacht.
Das Busverkehrsunternehmen „Brighton & Hove“ betreibt die Buslinien 12, 12X und 13X. Diese bieten mit Doppeldeckerbussen eine gute, interessante und häufige Verbindung zwischen dem Pier in Eastbourne und Brighton, häufig entlang der Küste, über Seaford und Newhaven.

## Sport
- Eastbourne ist Austragungsort eines Tennisturniers für Frauen (WTA Eastbourne) und Männer (ATP Eastbourne).
- In den englischen Fußballligen spielen drei Fußballclubs aus der Stadt: Der Eastbourne Borough F.C. spielt in der Conference National, der Eastbourne Town F.C. in der Ryman League Division One South und der Eastbourne United Association F.C. in der Sussex County League.
- Im Speedway startet das Team der Eastbourne Eagles in der Speedway-Elite League.

## Tourismus

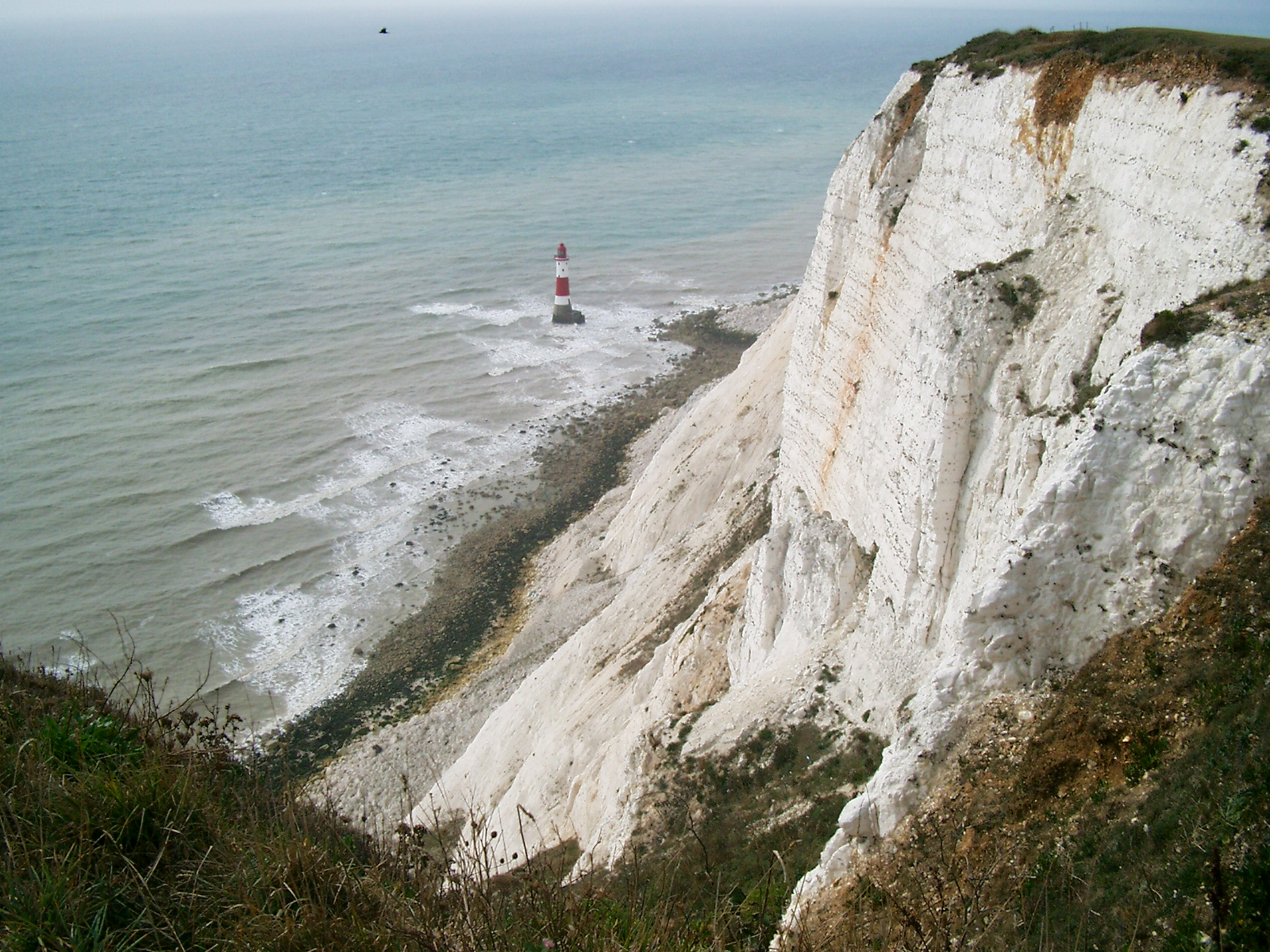
Der Leuchtturm bei Beachy Head mit Kreidefelsen

Die Lage an der Südküste macht Eastbourne zu einem beliebten Ferienort. Die Stadt bietet mit den zahlreichen Hotels und dem gut ausgebauten ÖPNV-System eine angenehme und zweckmäßige Tourismus-Infrastruktur.

### Sprachreisen
Viele Organisationen, die Sprachreisen anbieten, wählen Eastbourne als Kursort, denn dort sprechen die Einwohner eine dem Oxford-Englisch nahe kommende Mundart. Während der Sommermonate befinden sich in Eastbourne daher viele ausländische Schüler.
Beliebt ist Eastbourne vor allem bei Sprachschülern aus Deutschland, Spanien, Südkorea, Japan und Österreich.
Sprachschulen gliedern sich in zwei Gruppierungen: akkreditierte und nicht akkreditierte. Eastbourne hat acht akkreditierte Bildungseinrichtungen, davon sieben Privatschulen und eine, die dem staatlichen Schulwesen gehört. Akkreditierte Anbieter werden vom British Council überprüft und müssen eine Reihe von Qualitätskriterien erfüllen.
Der Sprachreise-Tourismus ist zu einem entscheidenden Wirtschaftsfaktor geworden. An ihm hängen Arbeitsplätze und durch ihn können neue Arbeitsplätze entstehen.

### Sonstiger Tourismus

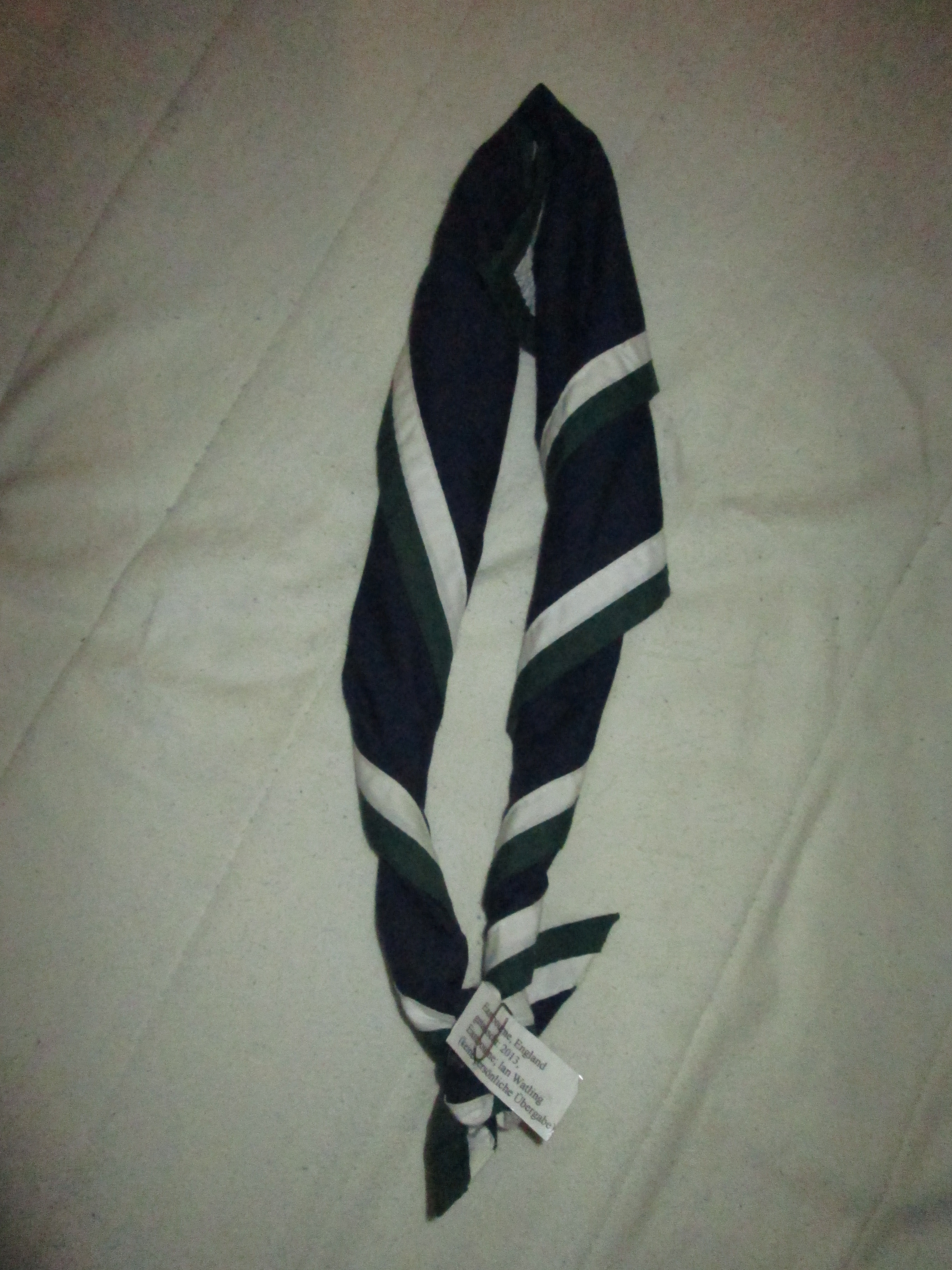
Pfadfinder-Halstuch aus Eastbourne

Vor allem ältere Menschen aus dem nördlichen Teil des Vereinigten Königreiches machen dort Urlaub oder verlegten ihren Wohnsitz nach Eastbourne, vor allem wegen des günstigen Klimas. Deshalb wird die Stadt auch häufig God’s Waiting Room genannt.

## Einrichtungen

### East Sussex Fire Brigade
Die Fire Brigade East Sussex ist eine Feuerwehrorganisation, die für den Brandschutz und die allgemeine Hilfe in ihrer Grafschaft sorgt. Sie entstand im Jahr 1974 aus den früheren Brigades Brighton, Hastings, Eastbourne und East Sussex. Eine der beiden Divisions-Sitze befindet sich in Eastbourne. Das Personal setzt sich aus haupt- und nebenberuflichen Firefighters zusammen.

## Persönlichkeiten
- William Hammond (1886–1960), Radsportler
- John Bodkin Adams (1899–1983), Mediziner, als Serienmörder angeklagt, aber nicht verurteilt
- Peter Ball (1932–2019), anglikanischer Theologe und Bischof von Gloucester  in der Church of England
- Francis Macdonald Cornford (1874–1943), Altphilologe
- Aleister Crowley (1875–1947), Okkultist, Schriftsteller und Bergsteiger
- Frederick Richard FitzGerald (1869–1944), Landschaftsmaler und Aquarellist
- Rumer Godden (1907–1998), Schriftstellerin
- David Howell (1990), Schachgroßmeister
- Thomas Henry Huxley (1825–1895), Biologe
- Don Lawrence (1928–2003), Comiczeichner
- Leapy Lee (* 1939), Sänger
- Solly March (* 1994), Fußballspieler
- Theresa May (* 1956), britische Politikerin
- Heather Olver (* 1986), Badmintonspielerin
- Ernest Shackleton (1874–1922), Polarforscher
- Frederick Soddy (1877–1956), Chemiker und Nobelpreisträger
- Spider Stacy (* 1958), Musiker und Songwriter
- Vera Tanner (1906–1971), Schwimmerin
- Julian Wellings (* 1972), Squashspieler